# Euthymia polychroma
Euthymia polychroma är en insektsart som beskrevs av Brancsik 1893. Euthymia polychroma ingår i släktet Euthymia och familjen gräshoppor. Inga underarter finns listade i Catalogue of Life.